# Myší díra (Český Krumlov)
Myší díra (mezi vodáky někdy zvaná i Rumyší díra) je vodní kanál a souběžně vedoucí ulička v Českém Krumlově přetínající šíji meandru Vltavy obtékajícího centrum města. Je dlouhá asi 90 metrů a překonává převýšení 4 metry.

## Popis
Kanál začíná proti severnímu okraji Městského parku v nadmořské výšce 481 metrů a přetíná meandr Vnitřního města v nejužším místě (tzv. šíji). Celková délka kanálu činí 90 m, přičemž část vede v podzemí, resp. sklepení pod budovou č.p. 120 v ulici Parkán. Jádro Krumlova včetně hlavního náměstí Svornosti se tak prakticky nachází na ostrově (ovšem spojeného s okolím čtyřmi mosty). Kanál teče zhruba na sever a vyúsťuje zpět do Vltavy v nadmořské výšce 477 m.
Kanál byl prokopaný ve skále jako obranný hradní příkop, přes který vedl dřevěný padací most. Ten byl v roce 1787 nahrazen třípilířovým mostem kamenným, jenž je dochován do dnešní doby.

## Vodácké zajímavosti
Stezka podél kanálu umožňovala v minulosti vodákům přenést lodě a vyhnout se tak dvěma z krumlovských jezů, zejména obtížnému jezu U Jelení lávky. Dobrodružnější povahy mohly naopak volit opačnou cestu a sjíždět okruh kolem vnitřního města opakovaně. Po rekonstrukci hotelu stojícího nad kanálem byl ovšem počátkem 21. století průchod s loděmi zakázán a znemožněn.
Důvodem zastávky zde je tak od té doby už jen možnost odpočinku a využití částečného úkrytu před deštěm. Také odsud ze stejnojmenného přístaviště vyplouvají turistické vory.

## Galerie

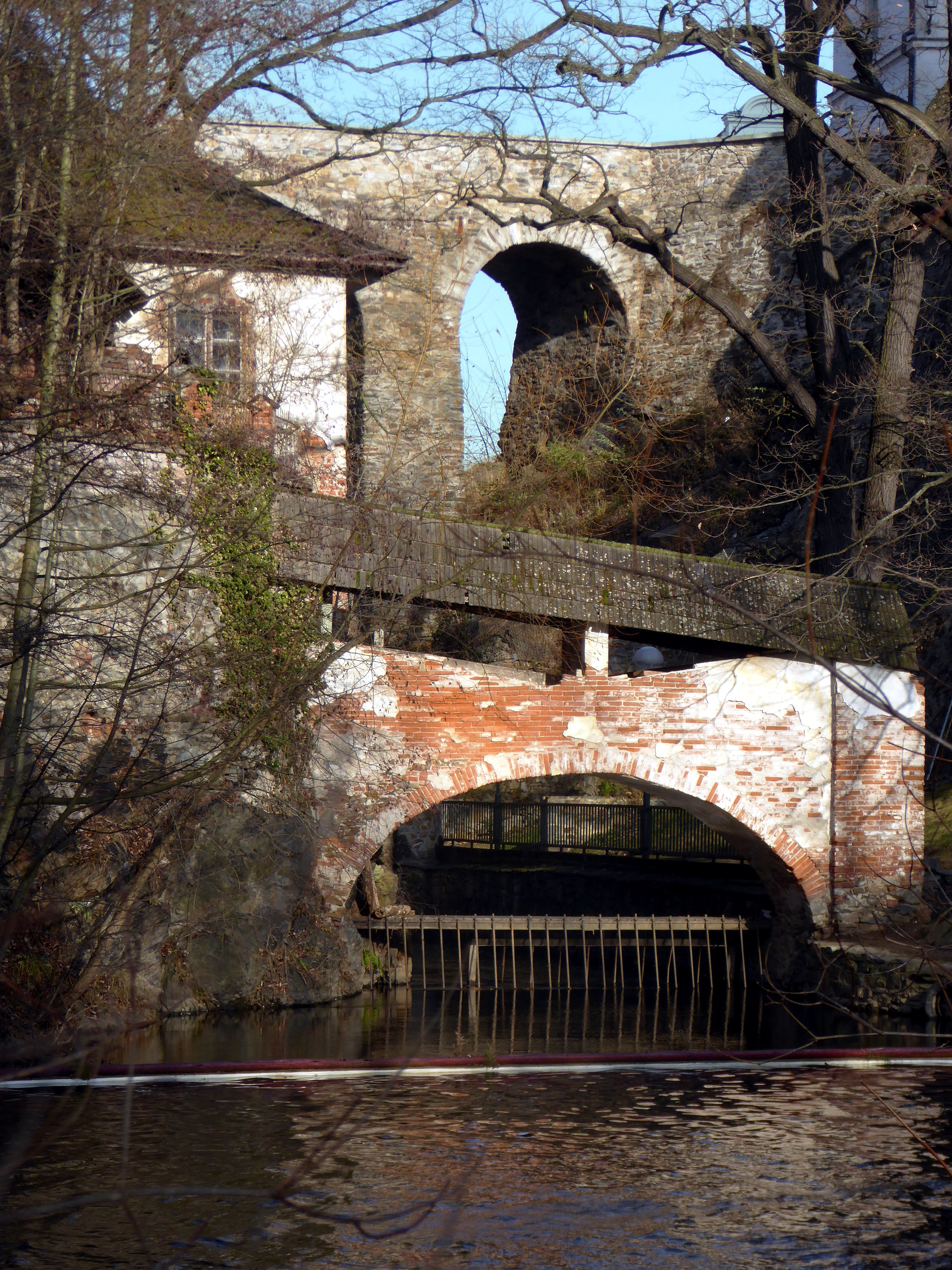
Začátek (nátok) Myší díry s krytou lávkou
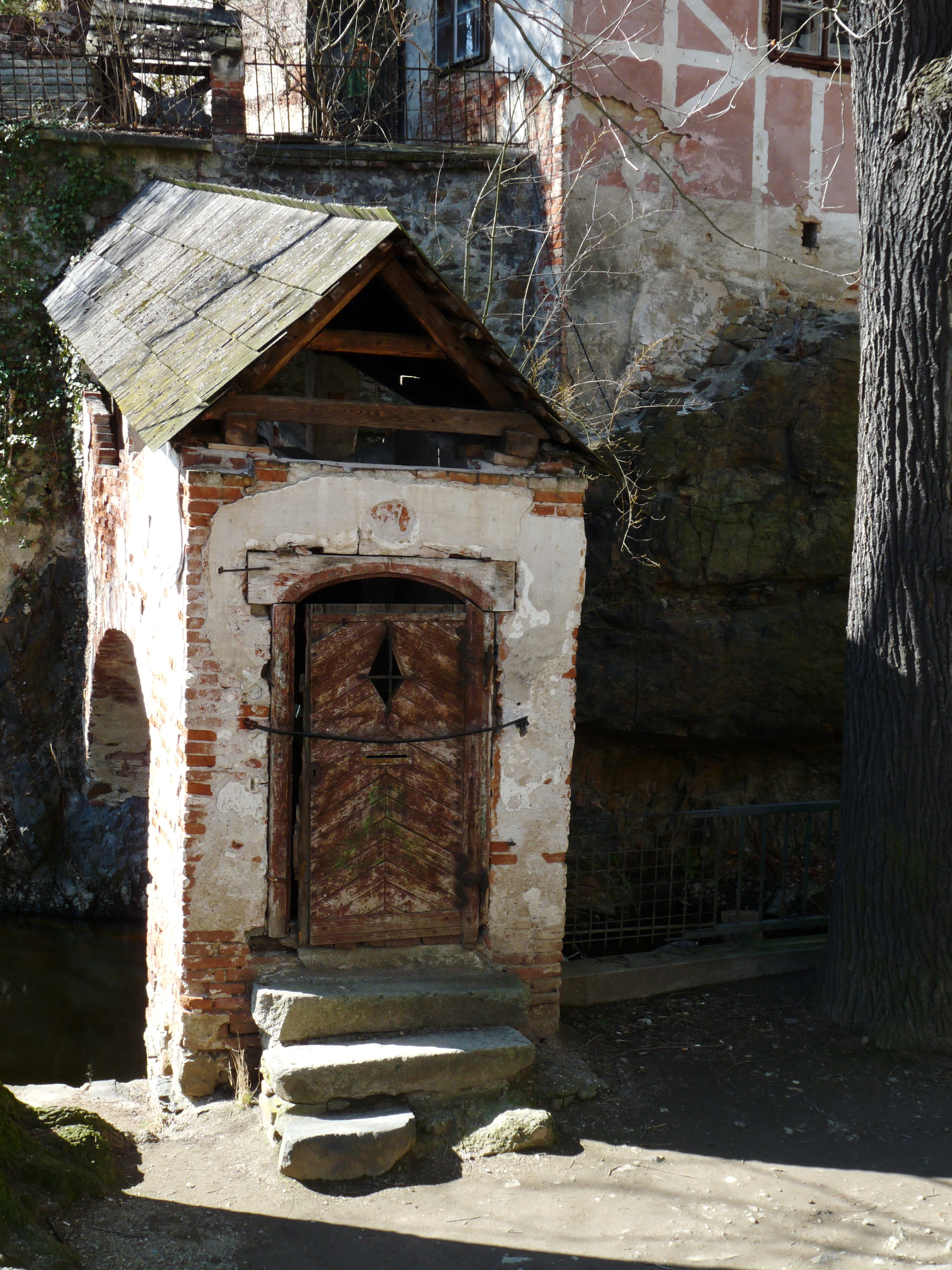
Krytá lávka nad kanálem je zavřená
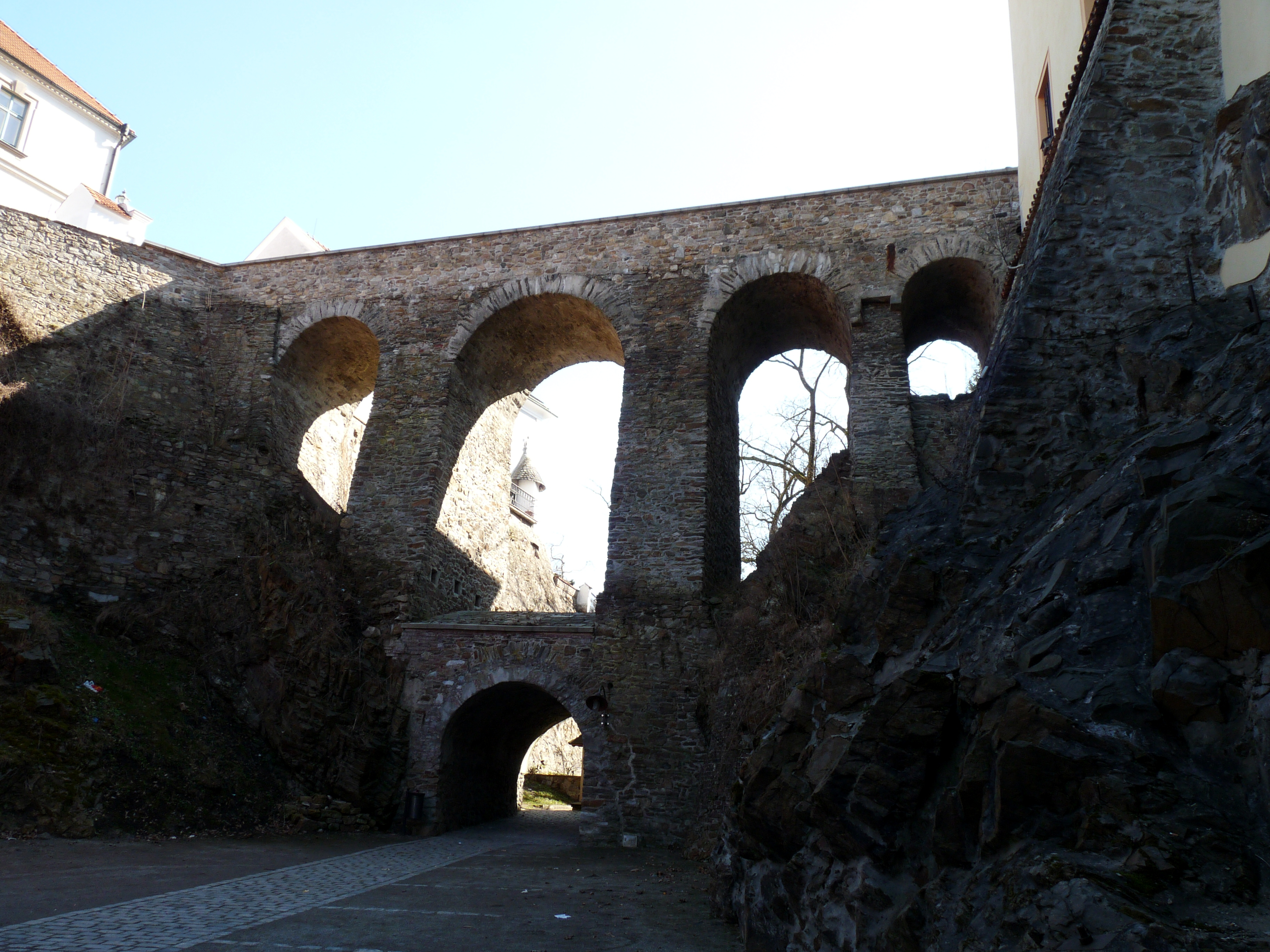
Kamenný most (ul. Horní) nad původním příkopem